# Resultado sustitutivo
En ensayos clínicos, un resultado sustitutivo (o marcador) es una medida de efecto de un tratamiento concreto que puede relacionarse con el resultado clínico significativo pero no necesariamente tiene una correlación garantizada. Los Institutos Nacionales de Salud (Estados Unidos) definen al resultado sustitutivo como "un biomarcador destinado a sustituir un resultado clínico".
Los marcadores sustitutivos se utilizan cuando el resultado primario no es deseado (por ejemplo, la muerte), o cuando el número de eventos es muy pequeño, haciendo así poco práctico de llevar a cabo un ensayo clínico para reunir un número de resultados estadísticamente significativos. El FDA y otras agencias reguladoras a menudo aceptarán evidencia de ensayos clínicos que muestren un beneficio clínico directo a los marcadores sustitutivos.
Los resultados sustitutivos pueden ser obtenidos de diferentes maneras, como evaluación conductuales o cognitivas, o biomarcadores de Electroencefalografía (qEEG), IRM, TEP, o marcadores bioquímicos.
Un correlacionado no significa un sustitutivo. Es un error común pensar que si un resultado es un correlacionado (es decir, correlativo con el resultado clínico real) puede ser utilizado como resultado sustitutivo válido (es decir, una sustitución para el resultado clínico real). Sin embargo, la justificación apropiada para tal sustitución requiere que el efecto de la intervención en el resultado sustitutivo pronostique el efecto en el resultado clínico—una condición mucho más fuerte que la correlación.
El término "sustitutivo" no debería ser utilizado para describir resultados. En cambio, las descripciones e interpretaciones de resultados tendrían que ser formuladas de una manera que especifiquen la naturaleza y categoría de variable específicas asignadas.
Un resultado sustitutivo de un ensayo clínico es una medida de laboratorio o una señal física utilizado como sustituto para un resultado clínicamente significativo que mide directamente cómo un paciente se siente, funciona o sobrevive. Se espera que los cambios inducidos por una terapia en un resultado sustitutivo  reflejen cambios en un resultado clínicamente significativo.
Un ejemplo utilizado generalmente es el colesterol . Aunque los niveles de colesterol elevados aumentan la probabilidad de tener problemas cardíacos, la relación no es lineal - muchas personas con colesterol normal desarrollan enfermedades cardiovasculares, y muchos con colesterol alto no. "La muerte causada por enfermedad cardiovascular" es el resultado de interés, pero "el colesterol" es el marcador sustitutivo. Un ensayo clínico puede mostrar que un fármaco particular (por ejemplo, simvastatina (Zocor)) es eficaz para reducir el colesterol, sin mostrar directamente que la simvastatina impide la muerte. La eficacia de Zocor en reducir enfermedades cardiovasculares se presentó cinco años después de su introducción original, y luego sólo para prevención secundaria. En otro caso, AstraZeneca ha sido acusado de vender rosuvastatina (Crestor) sin proporcionar datos de los resultados fidedignos, dependiendo de resultados sustitutivos. La compañía sostiene que había sido probado en grupos más grandes de pacientes que cualquier otro fármaco en la clase, y que sus efectos tendrían que ser comparables a otras drogas estatinas. 

## Crítica
Ha habido un número de casos en donde los estudios que utilizan marcadores sustitutivos han mostrado beneficios desde un tratamiento particular, pero más tarde, un estudio repetido que busca resultados no ha mostrado beneficios, e incluso ha mostrado un daño.